# استان تایوان تایپه
استان تایوان تایپه (به لاتین: Taiwan Province) یک سکونتگاه مسکونی در تایوان است که در تایوان واقع شده‌است.

## خصوصیات
استان تایوان تایپه ۲۵٬۱۱۰٫۰۰۳۷ کیلومترمربع مساحت و ۷٬۱۸۲٬۹۵۲ نفر جمعیت دارد.